# Stilobezzia pessoni
Stilobezzia pessoni är en tvåvingeart som först beskrevs av Neveu 1977.  Stilobezzia pessoni ingår i släktet Stilobezzia och familjen svidknott. Inga underarter finns listade i Catalogue of Life.